# هری دیویس (بازیکن فوتبال، زاده ۱۸۷۶)
هری دیویس (انگلیسی: Harry Davies؛ زادهٔ ۱۸۷۶) بازیکن فوتبال اهل بریتانیا است.
از باشگاه‌هایی که در آن بازی کرده‌است می‌توان به باشگاه فوتبال دونکستر راورز، باشگاه فوتبال هال سیتی، باشگاه فوتبال ولورهمپتون واندررز، باشگاه فوتبال گینزبورو ترینیتی، و باشگاه فوتبال لستر سیتی اشاره کرد.